# Aboubacar Sylla Iyanga
Pour les articles homonymes, voir Sylla (homonymie).
Aboubacar Sylla « Iyanga », né le 1er mai 1993, est un milieu de terrain de football international guinéen.
Il a pris son surnom du footballeur équato- guinéen Iban Iyanga, qui a marqué un but contre le Sénégal (rival classique de la Guinée) lors de la Coupe d'Afrique des Nations 2012.

## Biographie
Il reçoit sa première sélection en équipe de Guinée le 17 octobre 2015, contre le Sénégal. Il se met immédiatement en évidence en inscrivant un but, avec à la clé une victoire 2-0.

## Palmarès
- Champion de Guinée en 2014 avec l'AS Kaloum Star

## Statistiques

### Buts internationaux
Les scores et les résultats listent la Guinée en premier. 
| Non | Date            | Lieu                                      | Adversaire | But  | Résultat | Compétition                                             |
| --- | --------------- | ----------------------------------------- | ---------- | ---- | -------- | ------------------------------------------------------- |
| 1.  | 17 octobre 2015 | Stade du 26 Mars, Bamako, Mali            | Sénégal    | 2 –0 | 2-0      | Qualification du Championnat d'Afrique des Nations 2016 |
| 2.  | 22 janvier 2016 | Stade Régional Nyamirambo, Kigali, Rwanda | Niger      | 1 –1 | 2–2      | Championnat d'Afrique des Nations 2016                  |